# أولينغويتو
أولينغويتو (باللاتينية: Bassaricyon neblina) وهو حيوان ثديي من جنس أولينغو من أحد فصيلة الراكونيات التي تشمل حيوان الراكون، تم اكتشافه يوم 15 أغسطس 2013.

## الوصف
طول حيوان أولينغيتو 35 سنتيمترا، وهو بمثابة الإصدار الأخير لفصيلة حيوانية تضم حيوان الراكون. وبمقارنة عينات الحمض النووي مع خمسة أنوع أخرى معروفة من حيوان الراكون.